# World Wave
World Wave（日语：ワールドWave）是日本NHK BS1自2011年（平成23年）4月1日開始播出的國際新聞節目的總稱。NHK在1984年5月衛星第一頻道開播之後就開始每天播出數小時的世界新聞。1987年7月，舊BS1開始進行24小時播出，國際新聞節目的時間也得以延長。2011年4月1日，NHK全面改版BS的節目，將海外電視台製作的新聞集錦節目和NHK自行製作的早安世界和今日世界進行整合，改名為。各節目的主聲道為日語，副聲道則是用外語播出。

## 構成節目

### World Wave
- 禮拜一至禮拜六（含公共假日）5:00-6:50（途中5:50-6:00播出BS新聞）
  - 「BBC六點新聞」英國BBC
  - 「Asia Tonight」新加坡亚洲新闻台
  - 「KBS9点新闻」韓國KBS
  - 「新闻联播」 CCTV-1
  - 「东方新闻」 东方卫视
  - 「七點半新聞報道」 香港無綫
  - 泰國CH9
  - 「The World Tonight」菲律賓ABS-CBN
  - 「heute」德國ZDF
  - 「Journal de 20 heures」法國電視二台
  - 「Telediario」西班牙TVE
  - 「Вести」俄羅斯RTR
  - 半島電視台
  - 彭博通訊社等
  - 「ABC News」澳大利亞ABC
  - 「NDTV 24x7」印度NDTV
- 毎日（含公共假日）8:00-8:50
  - 「20 heures」法國電視二台
  - 「Telediario」西班牙TVE
  - 「BBC十點新聞」英國BBC
  - 「KBS新聞廣場」韓國KBS
  - 「中国新闻」CCTV-4
  - 「ABC世界新聞」美國廣播公司
  - 「今日新聞」德國ARD（僅禮拜日）
  - 「heute」德國ZDF
  - 「Вести」俄羅斯RTR
- 禮拜一至禮拜五12:25-12:50
  - 「20 heures」法國電視二台
  - 「ABC世界新聞」美國ABC
- 禮拜一至禮拜五16:00-16:50（禮拜一至16:30）
  - 「ABC This Week」 - 禮拜一
  - 「PBS News Hour」 - 禮拜二至禮拜五
  - 「夜線」 - 禮拜二至禮拜五

### World Wave Morning
- 每日7:00-7:50（禮拜日，公共假日不播出）

### World Wave Asia
- 禮拜一至禮拜五17:30-17:50
  - 「KBS新聞12」韓國KBS
  - 半島電視台（禮拜五不播出）
  - 「中国新闻」CCTV4（禮拜五不播出）
  - 「VJ突撃隊」（韓國KBS，僅禮拜五播出）

### World Wave Tonight
- 禮拜一至禮拜五22:00-22:50

## 主持人
| 主持人                                   | 主持節目   | 擔當                        |
| ---------------------------------------- | ---------- | --------------------------- |
| 野田順子                                 | Morning    | 主主持人 （隔週）           |
| 高橋祐介                                 | Morning    | 主主持人 （隔週）           |
| 德住有香                                 | Morning    | 副主持人 （隔週）           |
| 佐野仁美                                 | Morning    | 副主持人 （隔週）           |
| 坂下恵理                                 | Morning    | 天氣預報 （禮拜一至禮拜三） |
| 勝又幸恵                                 | Morning    | 天氣預報 （禮拜四，五）     |
| 由野田和德住同時主持，或由高橋和佐野主持 |            |                             |
| 小穴薫                                   | 17點的Asia |                             |
| 高尾潤                                   | Tonight    |                             |
| 鎌倉千秋                                 | Tonight    |                             |
| 黑木奈奈                                 | Tonight    |                             |

## 外部連結
- ワールドWave - 日本放送协会官网
- ワールドWave - NHK放送史（日本放送协会）（日語）

- ワールドWaveトゥナイト的X（前Twitter）